# Лорен Рембі
Лорен Рембі (нар. 9 березня 1992 року, Париж, Франція) — французька фехтувальниця на шпагах, чемпіонка світу та Європи.

## Виступи на Олімпіадах
| Олімпіада           | Дисципліна          | Місце |
| ------------------- | ------------------- | ----- |
| Ріо-де-Жанейро 2016 | індивідуальна шпага | 4     |
| Ріо-де-Жанейро 2016 | командна шпага      | 7     |